# Pesquería
Pesquería är en ort i Mexiko.   Den ligger i kommunen Pesquería och delstaten Nuevo León, i den centrala delen av landet, 700 km norr om huvudstaden Mexico City. Pesquería ligger 335 meter över havet och antalet invånare är 5 465.
Terrängen runt Pesquería är platt. Runt Pesquería är det ganska glesbefolkat, med 30 invånare per kvadratkilometer. Närmaste större samhälle är Ciudad Apodaca, 11,5 km väster om Pesquería. Trakten runt Pesquería består i huvudsak av gräsmarker.